# Crazy Dirty Cops
Crazy Dirty Cops (War on Everyone), noto anche come War on Everyone - Sbirri senza regole, è un film del 2016 scritto e diretto da John Michael McDonagh, con protagonisti Alexander Skarsgård e Michael Peña.

## Trama
Bob e Terry sono due poliziotti che rischiano la sospensione definitiva dalla polizia per via di accuse di corruzione e di abuso di ufficio, oltre che per aver aggredito un loro collega. Il loro capo intima loro di cambiare atteggiamento, perché potrebbero compromettersi la carriera. I due agenti, però, continuano sulla scia delle corruzioni e nulla sembra fermarli, fino a che si imbattono in un caso più grande di loro.

## Promozione
Il primo trailer del film viene diffuso il 20 giugno 2016.

## Distribuzione
La pellicola è stata presentata al Festival internazionale del cinema di Berlino nel febbraio 2016.